# Rosenthal (Bretnig)

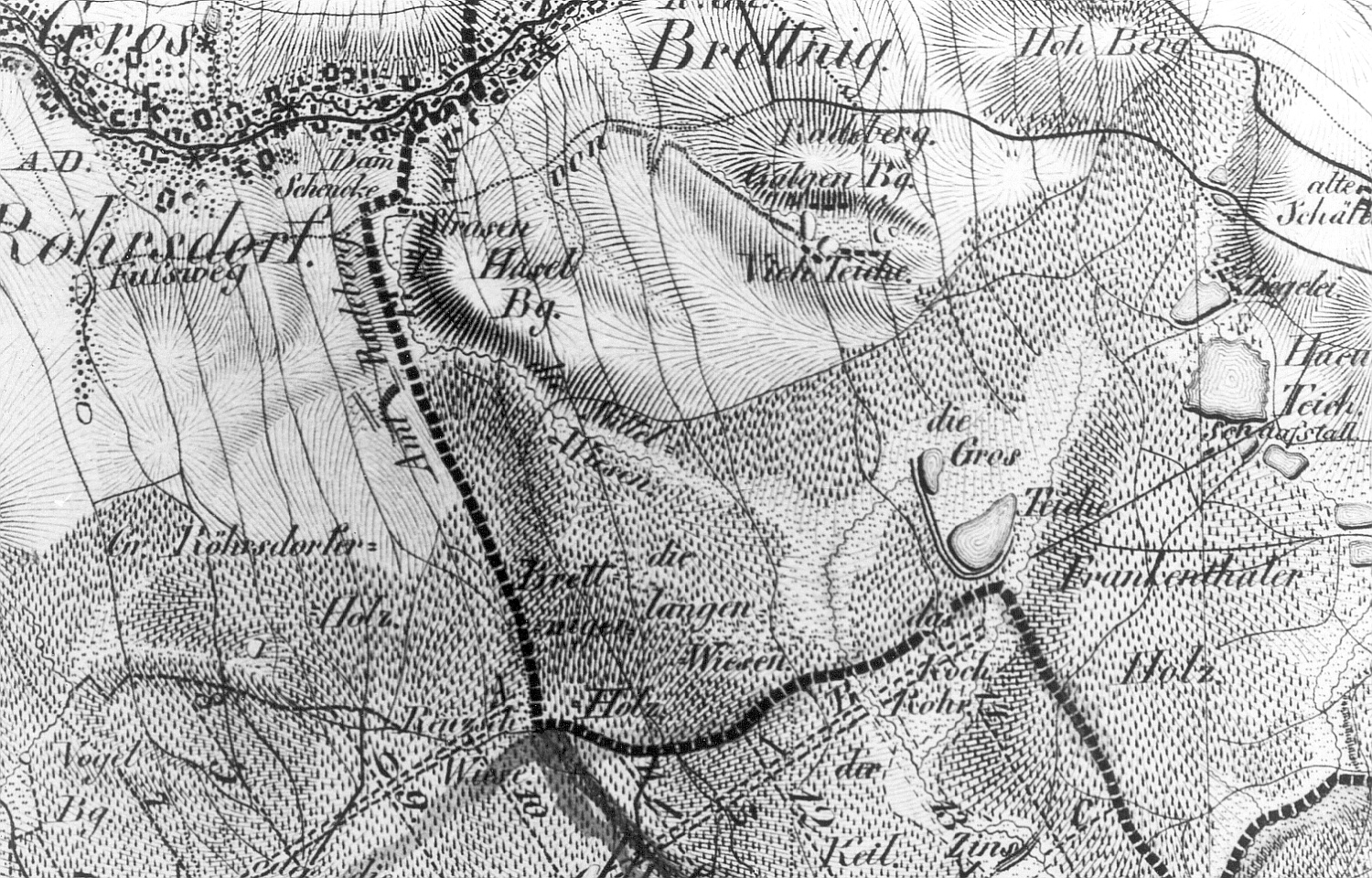
Die Viehteiche im Topographischen Atlas des Königreiches Sachsen

Rosenthal ist ein Ort im Ortsteil Bretnig der sächsischen Stadt Großröhrsdorf. Das Rosenthal liegt an der alten Straße von Bischofswerda nach Radeberg, etwa einen Kilometer südlich von Bretnig am Süd- und Osthang des Galgenberges (320 m).
Bereits zu Beginn des 17. Jahrhunderts soll sich hier ein Bauerngut befunden haben, das während des Dreißigjährigen Krieges zerstört wurde. Als der Ort Anfang des 19. Jahrhunderts überwiegend mit Häuslerstellen wiederbesiedelt wurde, erhielt er den Namen Viehweghäuser oder auch Fiebighäuser. Mit diesem Namen wurde Bezug auf die, zum Bretniger Rittergut gehörigen, nahe gelegenen Viehteiche genommen. Erst Ende des 19. Jahrhunderts wurde der Name Rosenthal für das Vorwerk des Rittergutes auf der linken Röderseite und die Viehweghäuser gebraucht.
Fraglich ist, ob sich der nicht näher lokalisierte Ort Rocina von 1071 im Burgward Trebista mit der Siedlung Rosenthal verbinden lässt.